# Ščit Stotnika Amerika
Praktično neuničljivi ščit je kos opreme in zaščitni znak lika Steva Rogersa – Stotnika Amerika, superheroja iz ameriške serije stripov založnika Marvel Comics.

## Izvor
V prvotnih stripih, izdanih leta 1941, je bil ta simbol še v obliki ščita, vendar se je pritožil konkurenčni založnik MLJ, češ da je oblika preveč podobna tisti, ki jo uporablja njihov patriotski superjunak Shield. Marvel je nato ustvaril okroglo obliko, ki jo stotnik uporablja še danes. Dejansko se ščit pojavi že v prvem stripovskem izvodu in vse od takrat spremlja Rogersa. Nastopa tudi v več celovečernih filmih, ki so nastali v zadnjih nekaj letih pod Marvelovim okriljem. Zasluge za nastanek Steva Rogersa gredo predvsem umetniku Jacku Kirbyju in pisatelju Joe Simonu.

## Fikcijske lastnosti ščita
Fizično naj bi bilo to orodje neuničljivo pod normalnimi pogoji, saj je sicer bilo že pokazano, da se je le ta prepolovil na več koščkov pod kozmično obremenitvijo ali pa v boju z bitji, ki imajo sposobnosti bogov. Kljub temu pa je ščit vseeno en izmed najmočnejših orožij v Marvelovem svetu. Prenese lahko denimo obremenitve pošastnega Hulka ali pa Thorovega kladiva Mjolnirja. Ščit lahko absorbira vso kinetično energijo, posledično Stotnik Amerika praktično ne čuti sunkov medtem ko blokira napade nasprotnikov. Vse to pomeni tudi, da se lahko ščit odbije od z zelo ravnih površin in to večkrat, kljub temu pa ne izgubi veliko na aerodinamični stabilnosti ali hitrosti. Konica tega orodja je v celem krogu ostra.
Cap je nastal s pomočjo seruma, ki mu je dal supermoči in druge nadčloveške sposobnosti, tako fizične kot psihične, kot so izjemno ravnotežje, reflekse, merjenje in predvidevanje. Z njimi lahko stotnik v zelo hitrem času v glavi izračuna, s kolikšno močjo in pod kakšnim kotom mora zasukati objekt, da se mu le-ta vrne v njegove roke oziroma poleti na izbrani cilj. Princip delovanja bi lahko primerjali z bumerangom. Material, ki je bil uporabljen za izdelavo tega fikcijskega izdelka se imenuje zlitina iz vibranija in (ali) adamantija.

## Podoba ščita
Že samo ime superjunaka pove, da bo ščit obarvan v barvah ameriške zastave, torej belo, rdečo in modro. Na sredini je velika zvezda, ki je bele barve, bela pa je tudi sredinska obroba. Medtem sta zunanja in notranja obroba rdeči, v modro pa je obarvano le področje med sredinsko zvezdo ter notranjim rdečim krogom. Vse to pove, da je Steve Rogers pravi patriot in pripadnik pravice kar je tudi vedno znova poudarjeno v zgodbah kjer je ta junak tudi omenjen.
V premeru velikost tega diska znaša 0,76 metra oziroma 2,5 čevlja. Takšna velikost daje Rogersu dobro možnost za obrambo saj prekrije kar dobršen del telesne površine.

## Nastanek ščita
Izdelal ga je še en izmišljen lik, in sicer Američan Myrona Maclaina, ki je bil po strokovnosti metalurg. Po številnih poizkusih mu je uspelo narediti ščit po spletu naključij, zato mu nikoli več ni uspelo duplicirati nastale zlitine, z namenom da bi izdelal še več teh tehnološko visoko razvitih izdelkov. To pomeni, da je ščit Stotnika Amerike edinstven in ima neprecenljivo vrednost.